# Vincenzo Modica
Vincenzo Modica (ur. 2 marca 1971 w Mistretta) – włoski lekkoatleta specjalizujący się w biegach długodystansowych, uczestnik letnich igrzysk olimpijskich w Sydney (2000). Sukcesy odnosił również w biegach przełajowych.

## Sukcesy sportowe
- dwukrotny mistrz Włoch w biegu na 10 000 metrów – 1991, 1999[1]
- trzykrotny mistrz Włoch w półmaratonie – 1992, 1993, 1994
- mistrz Włoch w biegu maratońskim – 2005
- dwukrotny mistrz Włoch w biegach przełajowych – 1993, 1997

| Rok  | Miasto            | Zawody                                    | Konkurencja        | Wynik         |
| ---- | ----------------- | ----------------------------------------- | ------------------ | ------------- |
| 1989 | Varaždin          | Mistrzostwa Europy juniorów               | bieg na 10 000 m   | brązowy medal |
| 1989 | Stavanger         | Mistrzostwa świata w biegach przełajowych | juniorzy drużynowo | brązowy medal |
| 1990 | Płowdiw           | Mistrzostwa świata juniorów               | bieg na 10 000 m   | 7. miejsce    |
| 1990 | Aix-les-Bains     | Mistrzostwa świata w biegach przełajowych | juniorzy drużynowo | brązowy medal |
| 1993 | Langwedocja       | Igrzyska śródziemnomorskie                | bieg na 10 000 m   | brązowy medal |
| 1993 | Buffalo           | Uniwersjada                               | bieg na 10 000 m   | brązowy medal |
| 1994 | Helsinki          | Mistrzostwa Europy                        | bieg na 10 000 m   | 11. miejsce   |
| 1995 | Montbéliard       | Mistrzostwa świata w półmaratonie         | drużynowo          | brązowy medal |
| 1996 | Palma de Mallorca | Mistrzostwa świata w półmaratonie         | drużynowo          | złoty medal   |
| 1998 | Budapeszt         | Mistrzostwa Europy                        | bieg maratoński    | brązowy medal |
| 1999 | Sewilla           | Mistrzostwa świata                        | bieg maratoński    | srebrny medal |

## Rekordy życiowe
- bieg na 3000 metrów – 7:52,74 – Rovereto 24/07/1994
- bieg na 5000 metrów – 13:30,31 – Rzym 08/06/1994
- bieg na 10 000 metrów – 28:01,65 – Helsinki 29/06/1994
- półmaraton – 1:01:03 – Mediolan 03/04/1993
- bieg maratoński – 2:11:39 – Wenecja 27/10/1996